# Lumajang
Pour l’article homonyme, voir Kabupaten de Lumajang.
Lumajang est une ville d'Indonésie située dans la province de Java oriental. C'est le chef-lieu du kabupaten du même nom.

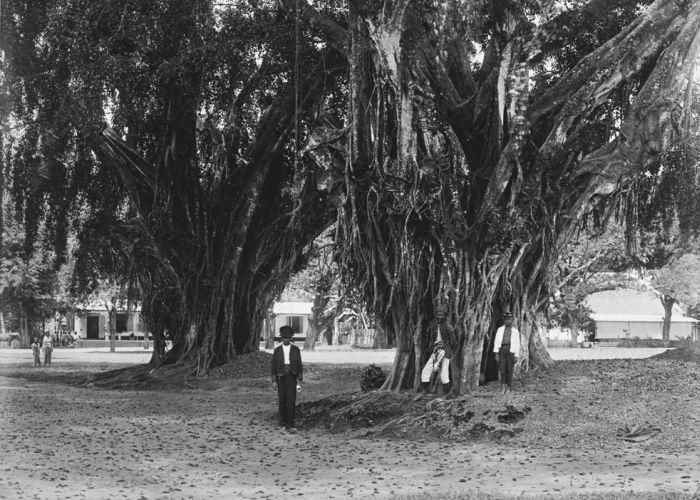
L'alun-alun (place centrale) de Lumajang (1880-1920)

## Personnalités liées
- Nissa Sabyan, chanteuse indonésienne y est née en 1999